# Karin skalar äpplen
Karin skalar äpplen (även Karin skalade äpplen) är en målning av Carl Larsson daterad 1904.

## Tillkomst och motiv
Den har formatet 58 x 67,5 cm, är utförd i akvarell, gouache, krita och blyerts på papper. Den föreställer Karin Larsson som skalar äpplen vid köksbordet i hemmet.

## Proveniens
Målningen ställdes ut på den stora Konst- och industriutställningen i Norrköping 1906. Därefter köptes den av Pehr Swartz för att sedan 1920 doneras till Norrköpings konstmuseum.
Tavlan stals någon gång mellan 1985 och 1990 utan att några spår av inbrott upptäcktes. Inför en utställning 1988 upptäckte museet att akvarellen saknades, men museiledningen antog att tavlan fanns i något magasin så att tavlan var försvunnen varken polisanmäldes eller diariefördes. Inte förrän 1991 upprättades en polisanmälan.
Målningen var därefter försvunnen i över 20 år innan den hösten 2011 lämnades in till försäljning via auktionshuset Bukowskis. Bukowskis gjorde efterforskningar och upptäckte att verket var upptaget i Norrköpings konstmuseums samlingar och informerade det, men då var tavelstölden redan preskriberad.
Polisen inledde en förundersökning om stöld alternativt häleri och försäljningen avbröts, men polisens godsrotel kom fram till att personen som hade köpt tavlan hade gjort det i god tro. I samband med köpet i början av 1990-talet hade den norske ägaren lämnat in tavlan till Nasjonalgalleriet i Oslo för att försäkra sig om att den var äkta. Ägaren kunde visa både kvitto och äkthetsbevis och polisen valde då att inte spåra tavlans tidigare ägare. Polisen sade då att kommunen inte längre kan betraktas som tavlans ägare.
Efter kontakt med Norrköpings kommun tackade Bukowskis först nej till att sälja tavlan om detta inte kunde ske i samråd med kommunen. I november 2011 fattade kommunstyrelsen beslutet att inte köpa tillbaka verket till marknadspris eftersom kommunstyrelsen ansåg att kommunen fortfarande var rättmätig ägare till det. Om inte juridisk, så i alla fall moralisk och formell. Norrköpings konstmuseum försökte köpa tillbaka tavlan av ägaren för 750,000 kr, men ägaren valde istället att låta den utropas på Bukowskis 2012 där utropspriset var mellan 1,2 och 1,4 miljoner kr. Tavlan beslagtogs dock för teknisk undersökning av polisen som återupptog den tidigare nedlagda utredningen om brottet häleri, som möjligen inte var preskriberat. Polisen sade den gången att Norrköpings konstmuseum var tavlans rättmätiga ägare.
Tavlan återlämnades slutligen till sin juridiskt rättmätige ägare i Norge eftersom alla brott var preskriberade. I samband med beskedet sade polisens godsspaningsgrupp att man trodde sig veta vem som stulit tavlan till att börja med.
2019 meddelades att tavlan skulle auktioneras vid det danska auktionshuset Bruun Rasmussen och att utgångspriset motsvarade drygt 700 000 kronor. Efter att auktionshuset kontaktats av Norrköpings konstmuseum stoppades försäljningen. I samband med det kommenterade företrädare för Norrköpings konstmuseum att de inte tvivlar på att den nuvarande ägaren köpt tavlan i god tro.